# Berthenay
Berthenay település Franciaországban, Indre-et-Loire megyében. Lakosainak száma 699 fő (2022. január 1.). Berthenay Cinq-Mars-la-Pile, Luynes, Saint-Étienne-de-Chigny, Saint-Genouph, Savonnières és Villandry községekkel határos.

## Népesség
A település népességének változása:
| Lakosok száma | 340  | 342  | 570  | 699  | 739  | 724  | 708  | 692  | 684  | 699  |
|               | 1968 | 1982 | 1990 | 2006 | 2013 | 2015 | 2017 | 2019 | 2020 | 2022 |